# Chiloscyllium
Chiloscyllium è un genere di squali orectolobiformi della famiglia degli Emiscilliidi.

## Specie
- Squalo tappeto arabo, Chiloscyllium arabicum Gubanov, 1980
- Squalo tappeto del Myanmar, Chiloscyllium burmensis Dingerkus e DeFino, 1983
- Squalo tappeto macchieazzurre, Chiloscyllium caerulopunctatum Pellegrin, 1914
- Squalo bambù grigio, Chiloscyllium griseum Müller ed Henle, 1838
- Squalo bambù di Hasselt, Chiloscyllium hasseltii Bleeker, 1852
- Squalo bambù sottile, Chiloscyllium indicum (Gmelin, 1789)
- Squalo bambù macchiebianche, Chiloscyllium plagiosum (Bennett, 1830)
- Squalo bambù bandemarroni, Chiloscyllium punctatum Müller ed Henle, 1838